# Olpe-Land
Die Gemeinde Olpe-Land entstand 1858 aus dem ehemaligen Kirchspiel Olpe. Sie bestand bis zu ihrer Auflösung im Jahr 1969.

## Geschichte
Zur Gemeinde Olpe-Land gehörten die ländlichen Siedlungen rund um die Stadt Olpe. Jene entstand aus den restlichen Gemeinden des gleichnamigen Kirchspiels nach Ausscheiden der Stadt Olpe aus dem entsprechenden Amt. Die Gemeinde selbst blieb neben Rhode und Kleusheim Teil des Amtes Olpe.
Im Jahr 1961 hatte sie bei einer Größe von 21,58 Quadratkilometern 2712 Einwohner. Am 1. Juli 1969 wurde die Gemeinde durch das Gesetz zur Neugliederung des Landkreises Olpe aufgelöst und kam zur vergrößerten Stadt Olpe.